# 알링턴 스타디움
알링턴 스타디움(Arlington Stadium)은 미국 텍사스주 알링턴에 위치한 야구장이다. 과거 MLB 텍사스 레인저스의 홈구장으로 사용했다.